# Seznam dílů seriálu Kámoši hafíci
Toto je seznam dílů seriálu Kámoši hafíci. Americký animovaný televizní seriál Kámoši hafíci měl premiéru 14. dubna 2017 v USA na stanicích Disney Junior a Disney Channel.

## Přehled řad
| Řada | Díly | Premiéra v USA    | Premiéra v USA     | Premiéra v ČR (ČT :D) | Premiéra v ČR (ČT :D) | Premiéra v ČR (Disney Channel) | Premiéra v ČR (Disney Channel) |
| Řada | Díly | První díl         | Poslední díl       | První díl             | Poslední díl          | První díl                      | Poslední díl                   |
| ---- | ---- | ----------------- | ------------------ | --------------------- | --------------------- | ------------------------------ | ------------------------------ |
| 1    | 25   | 14. dubna 2017    | 27. července 2018  | 11. ledna 2024        | 4. února 2024         | 29. ledna 2018                 | nebylo vysíláno                |
| 2    | 30   | 12. října 2018    | 14. října 2019     | bude oznámeno         | bude oznámeno         | nebylo vysíláno                | nebylo vysíláno                |
| 3    | 25   | 8. listopadu 2019 | 15. října 2020     | bude oznámeno         | bude oznámeno         | nebylo vysíláno                | nebylo vysíláno                |
| 4    | 16   | 23. října 2020    | 19. listopadu 2021 | bude oznámeno         | bude oznámeno         | nebylo vysíláno                | nebylo vysíláno                |
| 5    | 20   | 14. ledna 2022    | 20. ledna 2023     | bude oznámeno         | bude oznámeno         | nebylo vysíláno                | nebylo vysíláno                |

## Seznam dílů

### První řada (2017–2018)
| Č. v seriálu | Č. v řadě | Původní název                                          | Český název                                           | Režie                        | Scénář                                                                                | Storyboard                                   | Premiéra v USA                     | Premiéra v ČR (ČT :D) | Premiéra v ČR (Disney Channel) |
| ------------ | --------- | ------------------------------------------------------ | ----------------------------------------------------- | ---------------------------- | ------------------------------------------------------------------------------------- | -------------------------------------------- | ---------------------------------- | --------------------- | ------------------------------ |
| 1            | 12        | Hawaii Pug-ohA.R.F.                                    | Havaj haf-ouR.A.F.                                    | Scott BernTrevor Wall        | Harland WilliamsBob Smiley                                                            | Paul CohenJames Gibson                       | 14. dubna 2017                     | 11. ledna 2024        | 29. ledna 2018                 |
| 2            | 34        | The French Toast ConnectionTake Me Out to the Pug Game | Francouzská spojkaVezmi mě na psí hrátky              | Stephanie ArnettScott Bern   | Brendan DuffySean Coyle                                                               | Kris WimberlyDoris Umschaden                 | 14. dubna 2017                     | 12. ledna 2024        | 30. ledna 2018                 |
| 3            | 56        | The Go-long RetrieverPot o' Pugs                       | Že mě nechytíšHrnec zlata                             | Stephanie ArnettScott Bern   | Jessica CarletonBob Smiley                                                            | Kris WimberlyDoris Umschaden                 | 21. dubna 2017                     | 14. ledna 2024        | 2. února 2018                  |
| 4            | 78        | A Pyramid Scheme Special Delivery                      | Zmizelé pyramidyZvláštní zásilka                      | Trevor WallStephanie Arnett  | Jeff RothpanBob Smiley                                                                | Julia BriemleOtis Brayboy                    | 21. dubna 2017                     | 13. ledna 2024        | 1. února 2018                  |
| 5            | 910       | Design-a-DogIce, Ice Puggy                             | Plyšový hafíkLed, led a to hned                       | Scott BernTrevor Wall        | Jessica CarletonDarrin Rose                                                           | Paul CohenJames Gibson                       | 28. dubna 2017                     | 15. ledna 2024        | 31. ledna 2018                 |
| 6            | 1112      | Free WhaleyPutting It Together                         | Zachraňme VelrybuDáš to dohromady                     | Trevor WallStephanie Arnett  | Sean TweedleyBrendan Duffy                                                            | Julia BriemleOtis Brayboy                    | 5. května 2017                     | 16. ledna 2024        | 5. února 2018                  |
| 7            | 1314      | Hissy's Big DayGo, Dog. Go!                            | Hissyn velký denBěž, hafíku, běž                      | Trevor WallStephanie Arnett  | Bill FullerBob Smiley                                                                 | Julia BriemleOtis Brayboy                    | 12. května 2017                    | 17. ledna 2024        | 6. února 2018                  |
| 8            | 1516      | Pigs and PugsBob Loves Mona                            | Čuníci a hafíciBob miluje Monu                        | Trevor WallScott Bern        | Jessica Carletonnámět: Joe Ansolabehere scénář: Jessica Carleton                      | Bill Breneisen a Alfred GimenoRudi Bloss     | 19. května 2017                    | 18. ledna 2024        | 7. února 2018                  |
| 9            | 1718      | Don't Rain on my Pug-radeTheir Royal Pug-ness          | Průvod pro BobaJejich psí výsost                      | Trevor WallStephanie Arnett  | Bob Smiley                                                                            | Arthur ValenciaOtis Brayboy                  | 16. června 2017                    | 19. ledna 2024        | 8. února 2018                  |
| 10           | 1920      | Scuba-doggiesWalking the Bob                           | Skuba hafíciVenčení Boba                              | Scott BernTrevor Wall        | námět: Jessica Carleton scénář: Bob Smiley Bob Smiley                                 | Rudi BlossBill Breneisen                     | 23. června 2017                    | 20. ledna 2024        | 9. února 2018                  |
| 11           | 2122      | Hissy's KittyPolly Wants a Pug                         | Hissyno koťátkoHledáme papouška                       | Stephanie ArnettScott Bern   | Jessica CarletonMichael Olson a Bob Smiley                                            | Kris WimberlyJulia Briemle a Doris Umschaden | 7. července 2017                   | 21. ledna 2024        | 12. února 2018                 |
| 12           | 2324      | Leave It to BeaversCounting Sheep                      | Nechte to na bobrechPočítání oveček                   | Trevor WallStephanie Arnett  | Jessica Carleton                                                                      | Julia Briemle a Doris UmschadenOtis Brayboy  | 14. července 2017                  | 22. ledna 2024        | 30. dubna 2018                 |
| 13           | 2526      | Captain RollyThe Coolest Dogs in Town                  | Kapitán RollyNejlepší psi ve městě                    | Scott BernTrevor Wall        | Brian Hall                                                                            | Rudi BlossBill Breneisen                     | 28. července 2017                  | 23. ledna 2024        | 1. května 2018                 |
| 14           | 2728      | Puzzling PugsRhapsody in Pug                           | Flíčkatí hafíciKoncert v parku                        | Stephanie ArnettScott Bern   | námět: Harland Williams scénář: Michael Olson a Harland Williams Amy Van Curen        | Ashley LenzDris Umschaden                    | 11. srpna 2017                     | 24. ledna 2024        | 2. května 2018                 |
| 15           | 2930      | The Legend of Ol' SnapperAdventures in Puppy-sitting   | Legenda o starém ChňapaloviDobrodružství v psí školce | Trevor WallStephanie Arnett  | Sean CoyleJessica Carleton                                                            | Julia BriemleOtis Brayboy                    | 25. srpna 2017                     | 25. ledna 2024        | 3. května 2018                 |
| 16           | 3132      | Bye Bye, ButterflyA Seat at the Theatre                | Sbohem motýlkuMísto v divadle                         | Trevor WallScott Bern        | Jessica Carleton a Harland WilliamsJessica Carleton                                   | Ed BakerRudi Bloss                           | 22. září 2017                      | 26. ledna 2024        | 4. května 2018                 |
| 17           | 3334      | Return to the Pumpkin PatchHaunted Howl-oween          | Návrat na dýňový záhonStrašidelné Helou-vytí          | Scott BernStephanie Arnett   | námět: Bob Smiley scénář: Amy Van Curen námět: Amy Van Curen scénář: Jessica Carleton | Doris UmschadenAshley Lenz                   | 1. října 2017                      | 27. ledna 2024        | nebylo vysíláno                |
| 18           | 3536      | Close Encounters of a Pug KindHistory Mystery          | Blízká setkání psího druhuHistorická záhada           | Trevor WallStephanie Arnett  | Brian HallAmy Van Curen                                                               | Bill BreneisenOtis Brayboy                   | 13. října 2017                     | 28. ledna 2024        | nebylo vysíláno                |
| 19           | 3738      | Art for Pug's SakeWinter Wonder-pug                    | Umění pro pejskyPsí zimní zázrak                      | Stephanie ArnettScott Bern   | Bob Smiley                                                                            | Kris WimberlyDoris Umschaden                 | 10. listopadu 2017                 | 29. ledna 2024        | nebylo vysíláno                |
| 20           | 3940      | A Very Pug ChristmasThe Latke Kerfuffle                | Hafíkovské VánoceLatková panika                       | Scott BernTrevor Wall        | námět: Jessica Carleton a Brian Hall scénář: Brian Hall Jessica Carleton              | Roger DondisBill Breneisen                   | 1. prosince 2017                   | 30. ledna 2024        | nebylo vysíláno                |
| 21           | 4142      | Puggy-ologySquirrels Just Wanna Have Fun               | HafíkologieVeverky se jen chtějí bavit                | Scott BernTrevor Wall        | Jessica CharltonJean Ansolabehere                                                     | Rudi BlossBill Breneisen                     | 23. února 2018                     | 31. ledna 2024        | nebylo vysíláno                |
| 22           | 4344      | The Great Pug-scapeLuck of the Pug-ish                 | Velký štěněčí útěkŠtěstí podle hafíků                 | Stephanie ArnettScott Bern   | Amy Van CurenSean Coyle                                                               | Kris WimberlyKelly James                     | 9. března 201816. března 2018      | 1. února 2024         | nebylo vysíláno                |
| 23           | 4546      | The Great Shirt RescueA Pugtastic Day with Grandma     | Velká košilová záchranaHafíkovský den s babi          | Scott BernTrevor Wall        | Jean Ansolabeherenámět: Bill Fuller scénář: Michael Olson                             | Rudi BlossCarole Holliday                    | 23. března 201830. března 2018     | 2. února 2024         | nebylo vysíláno                |
| 24           | 4748      | Bob's BoomerangFetch That Fish                         | Bobův bumerangChyť tu rybu                            | Trevor WallgStephanie Arnett | Jeff RothpangTravis Braun                                                             | Julia BriemlegOtis Brayboy                   | 6. července 201813. července 2018  | 3. února 2024         | nebylo vysíláno                |
| 25           | 4950      | Electric PugalooBingo & Rolly's Birthday               | Elektrické bugíBingo a Rolly mají narozeniny          | Scott BernJean Ansolabehere  | Jean AnsolabehereJessica Carleton                                                     | Doris UmschadenAshley Lenz                   | 20. července 201827. července 2018 | 4. února 2024         | nebylo vysíláno                |

### Druhá řada (2018–2019)
| Č. v seriálu | Č. v řadě | Původní název                                                    | Režie                                        | Scénář                                                          | Storyboard                                                  | Premiéra v USA     |
| ------------ | --------- | ---------------------------------------------------------------- | -------------------------------------------- | --------------------------------------------------------------- | ----------------------------------------------------------- | ------------------ |
| 26           | 12        | A New Pup in TownThe Last Pup-icorn                              | Bill BreneisenScott Bern                     | Jessica CarletonJean Ansolabehere                               | Arthur ValenciaFred Cline                                   | 12. října 2018     |
| 27           | 34        | Keia's New DoghouseThe Fang Fairy                                | Scott BernTrevor Wall                        | námět: Brian Hall scénář: Jessica Carleton Jessica Carleton     | Latoya RaveneauMisty Marsden                                | 19. října 2018     |
| 28           | 56        | Land of the Rising PupARF-choo!                                  | Bill BreneisenScott Bern                     | Brian HallJean Ansolabehere                                     | Fred ClineArthur Valencia                                   | 26. října 2018     |
| 29           | 78        | One Small Ruff for Pup-kindThe Lost Bouncy Ball                  | Spencer LaudieroBill Breneisen               | Jean AnsolabehereBrian Hall                                     | Kelly JamesMisty Marsden                                    | 2. listopadu 2018  |
| 30           | 910       | The Total YodelBob's Birthday Wish                               | Scott BernSpencer Laudiero                   | Jessica CarletonJean Ansolabehere                               | Chris Harmon a Chris JammalLatoya Raveneau                  | 9. listopadu 2018  |
| 31           | 1112      | Operation: DinnerThe Case of the Missing Caterpillar             | Scott BernBill Breneisen                     | Jessica Carleton                                                | Fred ClineArthur Valencia                                   | 16. listopadu 2018 |
| 32           | 1314      | A Santa for BobSnowman Secret Service                            | Stephanie ArnettBill Breneisen               | Rick SuvalleBrian Hall                                          | Doris UmschadenLatoya Raveneau                              | 30. listopadu 2018 |
| 33           | 1516      | Lemur PlayHow the Dog Park Was Won                               | Spencer LaudieroBill Breneisen               | Amy Van CurenJean Ansolabehere                                  | Misty MarsdenMelanie Joe                                    | 18. ledna 2019     |
| 34           | 1718      | Windy CitySham-pooch                                             | Scott BernStephanie Arnett                   | námět: Brian Hall scénář: Jessica Carleton Jessica Carleton     | Latoya RaveneauBrandon Kruse                                | 25. ledna 2019     |
| 35           | 1920      | Valentine SurpriseBright Lights, Pup City                        | Bill BreneisenScott Bern                     | Brian HallDu Kirpalani                                          | Misty MarsdenMelanie Joe and Spencer Laudiero               | 1. února 2019      |
| 36           | 2122      | Dinner Thief on the Puppytown ExpressO' Brother, Where ARF Thou? | Trevor Wall and Sean CoyleScott Bern         | Sean CoyleJean Ansolabehere                                     | Arthur ValenciaFred Cline                                   | 8. února 2019      |
| 37           | 2324      | Duck, Duck, DogMr. Bob Goes to Washington                        | Bill BreneisenSpencer Laudiero               | námět: Michael Olson scénář: Jessica Carleton Brian Hall        | Kelly JamesChris Harmon                                     | 15. února 2019     |
| 38           | 2526      | Speedy as a CheetahThe Soup Search                               | Bill BreneisenStephanie Arnett               | Jessica CarletonJean Ansolabehere                               | Melanie JoeMisty Marsden                                    | 22. února 2019     |
| 39           | 2728      | Cousin CodyHissy's Lost Toy                                      | Scott BernStephanie Arnett                   | Brian HallJessica Carleton                                      | Fred ClineArthur Valencia                                   | 22. března 2019    |
| 40           | 2930      | Keep on Food TruckinPupigan's Island                             | Bill BreneisenScott Bern                     | Jean AnsolabehereJessica Carleton                               | Misty MarsdenMelanie Joe                                    | 29. března 2019    |
| 41           | 3132      | What to Expect When You're Egg-spectingRuffin' It                | Bill BreneisenScott Bern                     | Jessica CarletonBrian Hall                                      | Misty MarsdenMelanie Joe and Rory Smith                     | 5. dubna 2019      |
| 42           | 3334      | No Bones About ItBob's Sock Debacle                              | Stephanie ArnettBill Breneisen               | Jean AnsolabehereBrian Hall                                     | Doris UmschadenLatoya Raveneau                              | 12. dubna 2019     |
| 43           | 3536      | Fantastic Pet ForceSea No Turtle                                 | Stephanie ArnettBill Breneisen               | Jean AnsolabehereJessica Carleton                               | Doris UmschadenLatoya Raveneau                              | 19. dubna 2019     |
| 44           | 3738      | Wonder-BobYay, Earth Day!                                        | Scott BernBill Breneisen                     | Sean CoyleJessica Carleton                                      | Melanie JoeMisty Marsden                                    | 17. května 2019    |
| 45           | 3940      | Father's Day Countdown20,000 Leagues Under the Lake              | Stephanie ArnettScott Bern                   | Jean AnsolabehereBrian Hall                                     | Brandon Kruse and Arthur ValenciaFred Cline                 | 14. června 2019    |
| 46           | 4142      | Take Your Dog to Work DaySlumber Paw-ty                          | Scott BernStephanie Arnett                   | námět: Mercedes Valle scénář: Jessica Carleton Jessica Carleton | Fred ClineBrandon Kruse                                     | 21. června 2019    |
| 47           | 4344      | The Bark BowlWhen Hedgie Meets Sallie                            | Scott BernStephanie Arnett                   | Stuart FriedelJean Ansolabehere                                 | Fred ClineArthur Valencia                                   | 5. července 2019   |
| 48           | 4546      | Adopt-a-PloozaThe Legend of Captain Wunderbark                   | Scott BernStephanie Arnett                   | Jessica CarletonJean Ansolabehere                               | Fred ClineBrandon Kruse                                     | 12. července 2019  |
| 49           | 4748      | Double Doggie DareEmpire State of Mind                           | Stephanie ArnettBill Breneisen               | Brian HallJean Ansolabehere                                     | Doris UmschadenLatoya Raveneau                              | 26. července 2019  |
| 50           | 4950      | Bob's Dream VacationThe Mystery of the Missing Golf Ball         | Stephanie ArnettBill Breneisen               | Jean AnsolabehereBrian Hall                                     | Doris UmschadenLatoya Raveneau                              | 2. srpna 2019      |
| 51           | 5152      | I Heart RufusTrolley Trouble                                     | Bill BreneisenScott Bern                     | Denise DownerJessica Carleton                                   | Misty MarsdenNicolette Ray a Robert Sledge                  | 23. srpna 2019     |
| 52           | 5354      | Desert PupsOkavango Odyssey                                      | Scott BernStephanie Arnett                   | Sandra PayneJessica Carleton                                    | Fred Cline a Robert SledgeBrandon Kruse a Rory Smith        | 6. září 2019       |
| 53           | 5556      | Cuckoo for Cuckoo ClocksGood Reef                                | Stephanie ArnettBill Breneisen a Dan Fausett | Brian HallCassie Soliday a Jean Ansolabehere                    | Rory SmithTamal Henley a Latoya Raveneau                    | 13. září 2019      |
| 54           | 5758      | How ARF Got His Bark BackSir Bob                                 | Bill Breneisen a Dan FausettScott Bern       | Du KirpalaniBrian Hall                                          | Misty Marsden a Michael DeiderichNicolette Ray a Rory Smith | 27. září 2019      |
| 55           | 5960      | To the Library!ARF's Birthday                                    | Stephanie ArnettBill Breneisen a Dan Fausett | Jean AnsolabehereJessica Carleton                               | Rory SmithTamal Henley                                      | 14. října 2019     |

### Třetí řada (2019–2020)
| Č. v seriálu | Č. v řadě | Původní název                                      | Režie                                   | Scénář                                      | Storyboard                                | Premiéra v USA     |
| ------------ | --------- | -------------------------------------------------- | --------------------------------------- | ------------------------------------------- | ----------------------------------------- | ------------------ |
| 56           | 12        | Welcome to Puppy Playcare!The Naptime Chronicle    | Stephanie ArnettScott Bern a Tim Maltby | Michael OlsonJean Ansolabehere              | Rory SmithBrandon Kruse                   | 8. listopadu 2019  |
| 57           | 34        | Bob and Ana's Bubble BummerSeen Any Seashells?     | Stephanie ArnettDan Fausett             | Jessica CarletonBrian Hall                  | Doris UmschadenNicolette Ray              | 15. listopadu 2019 |
| 58           | 56        | Turkey on the TownFriendship Feast                 | Scott Bern a Tim MaltbyStephanie Arnett | Brian HallJean Ansolabehere                 | Brandon KruseRory Smith                   | 22. listopadu 2019 |
| 59           | 78        | Elves for a Day!The Dreidel Dilemma                | Dan FausettScott Bern a Tim Maltby      | Brian HallJessica Carleton                  | Melanie JoeFred Cline                     | 6. prosince 2019   |
| 60           | 910       | Chin Up, PupsThe Wind Beneath my Paws!             | Dan FausettStephanie Arnett             | Jessica CarletonSean Coyle                  | Nicolette RayRory Smith a Doris Umschaden | 3. ledna 2020      |
| 61           | 1112      | Bingo and Rolly's Playcare Picnic PartyJudge Rolly | Scott Bern a Tim MaltbyStephanie Arnett | Michael Olson a Brian HallJean Ansolabehere | Celia KendrickRory Smith                  | 31. ledna 2020     |
| 62           | 1314      | Valentine's Day Mix-UpA Stinky Story               | Tim MaltbyStephanie Arnett              | Brian HallJessica Carleton                  | Brandon KruseRory Smith                   | 7. února 2020      |
| 63           | 1516      | Birthday Heroes for HeroMaple Cheer-Up             | Dan FausettScott Bern a Tim Maltby      | Jessica CarletonJean Ansolabehere           | Melanie JoeFred Cline                     | 21. února 2020     |
| 64           | 1718      | Somewhere Under the RainbowYoga Pups               | Dan FausettTim Maltby                   | Jean AnsolabehereCassie Soliday             | Melanie JoeFred Cline                     | 6. března 2020     |
| 65           | 1920      | The House that Bulworth Built!Moon Rescue Mission  | Stephanie ArnettDan Fausett             | Jean AnsolabehereBrian Hall                 | Celia KendrickNicolette Ray               | 20. března 2020    |
| 66           | 2122      | A Light for the LighthouseMusic City Mishap        | Stephanie ArnettDan Fausett             | Jessica CarletonJean Ansolabehere           | Doris UmschadenNicolette Ray              | 3. dubna 2020      |
| 67           | 2324      | Anchors AwayProspector Pups                        | Tim MaltbyStephanie Arnett              | Brian HallJessica Carleton                  | Brandon KruseCelia Kendrick               | 1. května 2020     |
| 68           | 2526      | Give 'Em the BootTik Tok, Broken Clock             | Tim MaltbyDan Fausett                   | Jean AnsolabehereBrian Hall                 | Melanie JoeFred Cline                     | 15. května 2020    |
| 69           | 2728      | Keia's Birthday Balloon BashHide-and-Go-Sleep      | Stephanie ArnettDan Fausett             | bude oznámenoJessica Carleton               | Doris UmschadenNicolette Ray              | 29. května 2020    |
| 70           | 2930      | Bob's Blue BeltThe Playcare Heist                  | Tim MaltbyStephanie Arnett              | Brian Hallbude oznámeno                     | Brandon KruseCelia Kendrick               | 26. června 2020    |
| 71           | 3132      | The Lab FourFeelin' Antsy                          | Dan FausettTim Maltby                   | Cooper SweeneyJessica Carleton              | Fred ClineMelanie Joe                     | 3. července 2020   |
| 72           | 3334      | Suitcase SwitcherooMore Cowbell for Bob            | Stephanie ArnettDan Fausett             | Jean AnsolabehereBrian Hall                 | Spencer LaudieroNicolette Ray             | 17. července 2020  |
| 73           | 3536      | Firefighter PupsHike Paw                           | Tim MaltbyStephanie Arnett              | bude oznámenoJean Ansolabehere              | Brandon KruseCelia Kendrick               | 30. července 2020  |
| 74           | 3738      | Pups in the AppleWon’t You Be My Puppy             | Tim MaltbyDan Fausett                   | Denise DownerJessica Carleton               | Melanie JoeFred Cline                     | 14. srpna 2020     |
| 75           | 3940      | Search and RescueOver the Dog Park Wall            | Stephanie ArnettDan Fausett             | Brian Hall                                  | Katya BowserNicolette Ray                 | 21. srpna 2020     |
| 76           | 4142      | Mini-Golfin Guard PupsSummer Splash Bash           | Tim MaltbyStephanie Arnett              | Jessica CarletonCassie Soliday              | Brandon KruseCelia Kendrick               | 18. září 2020      |
| 77           | 4344      | The Bird BeardThe Royal Egg Hunt                   | Dan FausettTim Maltby                   | Jessica CarletonBrian Hall                  | Fred ClineMelanie Joe                     | 25. září 2020      |
| 78           | 4546      | 221B Barker StreetLeaf It to Puppies               | Dan FausettScott Bern a Tim Maltby      | Jean AnsolabehereBrian Hall                 | Melanie JoeFred Cline                     | 2. října 2020      |
| 79           | 4748      | Puppies and PandasOrange You Glad?                 | Stephanie ArnettDan Fausett             | Brian HallCassie Soliday                    | Doris UmschadenNicolette Ray              | 9. října 2020      |
| 80           | 4950      | ARF’s Robot WishMissing Mission Collar             | Tim MaltbyStephanie Arnett              | Brian HallJessica Carleton                  | Brandon KruseCelia Kendrick               | 15. října 2020     |

### Čtvrtá řada (2020–2021)
| Č. v seriálu | Č. v řadě | Původní název                                            | Režie                                                        | Scénář                           | Storyboard                                                                                             | Premiéra v USA     |
| ------------ | --------- | -------------------------------------------------------- | ------------------------------------------------------------ | -------------------------------- | --- | ------------------ |
| 81           | 12        | The New CrewThe Raiders of The Lost Bark                 | Stephanie ArnettDan Fausett                                  | Jessica CarletonBrian Hall       | Celia Kendrick (epizoda) Melanie Joe (píseň)Fred Cline (epizoda) Nicolette Ray (píseň)                 | 23. října 2020     |
| 82           | 34        | Pups on ParadePop's Promise                              | Dan Fausett a Shellie KvilvangTim Maltby                     | Denise DownerJessica Carleton    | Steve Moore (epizoda) Melanie Joe (píseň)Christina Mijares (epizoda) Nicolette Ray (píseň)             | 13. listopadu 2020 |
| 83           | 56        | A Christmas Mission in ToylandNine Lights Tonight        | Stephanie Arnett a Steve MooreDan Fausett a Shellie Kvilvang | Brian HallJessica Carleton       | Celia Kendrick (epizoda) Melanie Joe (píseň)Fred Cline (epizoda) Nicolette Ray (píseň)                 | 4. prosince 2020   |
| 84           | 78        | New Year, New BobAll for Show                            | Tim MaltbyDan Fausett a Shellie Kvilvang                     | Cassie SolidayDenise Downer      | Christina Mijares (epizoda) Melanie Joe (píseň)Ed Baker a Steve Moore (epizoda) Nicolette Ray (píseň)  | 15. ledna 2021     |
| 85           | 910       | My Bobby ValentineMusical Mission Mishap                 | Shellie KvilvangSteve Moore                                  | Brian HallCassie Soliday         | Fred Cline (epizoda) Melanie Joe (píseň)Doris Umschaden (epizoda) Nicolette Ray (píseň)                | 19. ledna 2021     |
| 86           | 1112      | Pups of the DanceFantastic Pet Force Gems                | Shellie KvilvangTim Maltby                                   | Brian HallDenise Downer          | Ed Baker (epizoda) Melanie Joe (píseň)Christina Mijares (epizoda) Nicolette Ray (píseň)                | 26. února 2021     |
| 87           | 1314      | Pups in the WildThe Sunshine Pups                        | Tim MaltbySteve Moore                                        | Denise DownerJessica Carleton    | Brandon Kruse (epizoda) Melanie Joe (píseň)Doris Umschaden (epizoda) Nicolette Ray (píseň)             | 19. března 2021    |
| 88           | 1516      | The Case of the Missing BadgeRainy, Rainy, Don't Go Away | Tim MaltbyStephanie Arnett a Steve Moore                     | Brian HallJessica Carleton       | Brandon Kruse (epizoda) Melanie Joe (píseň)Doris Umschaden (epizoda) Nicolette Ray (píseň)             | 9. dubna 2021      |
| 89           | 1718      | 7th Inning FetchNational Bob Day                         | Tim MaltbySteve Moore                                        | Joe MorganSean Coyle             | Brandon Kruse (epizoda) Melanie Joe (píseň)Doris Umschaden (epizoda) Nicolette Ray (píseň)             | 14. května 2021    |
| 90           | 1920      | Cupcake's BirthdayDog Wash Derby                         | Steve MooreCassie Soliday                                    | Shellie KvilvangJessica Carleton | Celia Kendrick (epizoda) Melanie Joe (píseň)Fred Cline (epizoda) Nicolette Ray (píseň)                 | 11. června 2021    |
| 91           | 2122      | Under the Antarctic LightsOh, Key! D'oh! Key!            | Steve MooreShellie Kvilvang                                  | Denise DownerJoe Morgan          | Roger Dondis (epizoda) Melanie Joe (píseň)Adam Holmes (epizoda) Nicolette Ray (píseň)                  | 23. července 2021  |
| 92           | 2324      | The Soapbox Derby HeroesRubber Ducky Rescue              | Shellie KvilvangTim Maltby                                   | Brian HallCassie Soliday         | Ed Baker (epizoda) Melanie Joe (píseň)Christina Mijares (epizoda) Nicolette Ray (píseň)                | 6. srpna 2021      |
| 93           | 2526      | Wedding Cake KahunasRaspberry Beret                      | Tim MaltbySteve Moore                                        | Cassie Solidaybude oznámeno      | Brandon Kruse (epizoda) Melanie Joe (píseň)Doris Umschaden (epizoda) Nicolette Ray (píseň)             | 10. září 2021      |
| 94           | 2728      | Halloween Puppy Fashion Show PartyFull Moon Fever        | Tim MaltbyStephanie Arnett a Steve Moore                     | Cassie SolidaySean Coyle         | Brandon Kruse (epizoda) Cypress Joe (píseň)Doris Umschaden (epizoda) Nicolette Ray (píseň)             | 1. října 2021      |
| 95           | 2930      | Wedding Dress MessCoral Clean-up                         | Shellie KvilvangTim Maltby                                   | Denise DownerCassie Soliday      | Ed Baker (epizoda) Melanie Joe (píseň)Christina Mijares (epizoda) Roger Dondis a Nicolette Ray (píseň) | 5. listopadu 2021  |
| 96           | 3132      | Runaway Wedding RingBob and Ana's Wedding                | Steve MooreShellie Kvilvang                                  | Brian HallSean Coyle             | Brandon Kruse (epizoda) Cypress Joe (píseň)Adam Holmes (epizoda) Nicolette Ray (píseň)                 | 19. listopadu 2021 |

### Pátá řada (2022–2023)
| Č. v seriálu | Č. v řadě | Původní název                                                         | Režie                               | Scénář                                    | Storyboard | Premiéra v USA    |
| ------------ | --------- | --------------------------------------------------------------------- | ----------------------------------- | ----------------------------------------- | --- | ----------------- |
| 97           | 12        | New Pals on the BlockAunt and Uncle Day                               | Tim MaltbySteve Moore               | Michael OlsonDenise Downer                | Brandon Kruse a Nicolette Ray (epizoda) Melanie Joe (píseň)Roger Dondis a Andy Friz (epizoda) Melanie Joe (píseň)                         | 14. ledna 2022    |
| 98           | 34        | The Puppy Outdoor Play Day GamesFor the Glove of the Game             | Shellie KvilvangTim Maltby          | Joe MorganSean Coyle                      | Ed Baker a Kaitlin Callahan (epizoda) Melanie Joe (píseň)Christina Mijares-Doung a Nicolette Ray (epizoda) Melanie Joe (píseň)            | 21. ledna 2022    |
| 99           | 56        | A Valentine's Gift for AnaBuild-A-Bunny Monkey                        | Tim MaltbySteve Moore               | Brian HallDenise Downer                   | Brandon Kruse a Nicolette RayRoger Dondis a Dan Root                                                                                      | 28. ledna 2022    |
| 100          | 78        | Family Pet Picture DayCat Park                                        | Tim MaltbySteve Moore               | Cassie SolidayDenise Downer               | Brandon Kruse a Nicolette Ray (epizoda) Melanie Joe (píseň)Roger Dondis a Andy Friz (epizoda) Melanie Joe (píseň)                         | 4. února 2022     |
| 101          | 910       | Return of the Go-Long RetrieverPizza, Pisa!                           | Steve MooreShellie Kvilvang         | Brian HallCassie Soliday                  | Doris Umschaden, Andy Friz a Dan Root (epizoda) Kaitlin Callahan (píseň)Adam Holmes a Kaitlin Callahan (epizoda) Kaitlin Callahan (píseň) | 11. února 2022    |
| 102          | 1112      | The Dog Bone in the StoneRiding in Ice Cream Trucks with Pups         | Shellie KvilvangTim Maltby          | Joe MorganBrian Hall                      | Ed Baker a Kaitlin CallahanChristina Mijares-Doung a Nicolette Ray                                                                        | 18. února 2022    |
| 103          | 1314      | Buster BlusterRunaway Runway                                          | Shellie KvilvangTim Maltby          | Joe MorganCassie Soliday                  | Ed Baker a Kaitlin Callahan (epizoda) Cypress Joe (píseň)Christina Mijares-Doung a Nicolette Ray (epizoda) Cypress Joe (píseň)            | 25. února 2022    |
| 104          | 1516      | Find That FiddleCosmo Callahan and the Legend of the Crystal Squeaker | Shellie KvilvangTim Maltby          | Brian HallSean Coyle                      | Kaitlin Callahan a Ed BakerChristina Mijares-Doung a Nicolette Ray                                                                        | 4. března 2022    |
| 105          | 1718      | Where's Nougat?A Very Taddy Birthday                                  | Tim MaltbySteve Moore               | Cassie SolidayJoe Morgan                  | Brandon Kruse a Nicolette RayRoger Dondis a Dan Root                                                                                      | 11. března 2022   |
| 106          | 1920      | Puppy-Ki-Yay!Underwater Down Under                                    | Steve MooreShellie Kvilvang         | Brian HallDenise Downer                   | Doris Umschaden a Dan RootEd Baker a Andy Friz                                                                                            | 18. března 2022   |
| 107          | 2122      | Get Well BingoBig Wheelies                                            | Steve MooreTim Maltby               | Cassie SolidayJoe Morgan                  | Roger Dondis a Dan RootBrandon Kruse a Nicolette Ray                                                                                      | 25. března 2022   |
| 108          | 2324      | Surf's Up, Pups!Rock and Roller Pups                                  | Steve MooreShellie Kvilvang-O'Brien | Denise DownerCassie Soliday               | Doris Umschaden, Andy Friz a Dan RootAdam Holmes a Kaitlin Callahan                                                                       | 10. června 2022   |
| 109          | 2526      | Sumo PupsThe Search for the Golden Ball                               | Shellie Kvilvang-O'BrienTim Maltby  | Cassie SolidayJoe Morgan                  | Kaitlin Callahan a Ed BakerChristina Mijares-Doung a Nicolette Ray                                                                        | 15. července 2022 |
| 110          | 2728      | Paw-Rates Of The CaribbeanBob's Book Club                             | Steve MooreShellie Kvilvang-O'Brien | Joe MorganCassie Soliday                  | Doris Umschaden a Dan RootAdam Holmes a Kaitlin Callahan                                                                                  | 19. srpna 2022    |
| 111          | 2930      | The Pumpkin KingThe Elf Who Halloween'd                               | Tim MaltbySteve Moore               | Brian HallSean Coyle                      | Brandon Kruse a Nicolette RayRoger Dondis a Dan Root                                                                                      | 28. září 2022     |
| 112          | 3132      | A Very Berry Friendship FeastNature Pillow Pups                       | Steve MooreShellie Kvilvang-O'Brien | Brian HallDenise Downer                   | Doris Umschaden a Dan RootAdam Holmes a Kaitlin Callahan                                                                                  | 4. listopadu 2022 |
| 113          | 3334      | Wrap Party PupsFixing Santa's Sleigh                                  | Shellie Kvilvang-O'BrienTim Maltby  | Denise DownerBrian Hall                   | Ed Baker a Kaitlin CallahanChristina Mijares-Doung a Nicolette Ray                                                                        | 1. prosince 2022  |
| 114          | 3536      | Big Little SurpriseBob and Ana's Nursery Mural                        | Shellie Kvilvang-O'BrienSteve Moore | Joe MorganCassie Soliday                  | Adam Holmes a Kaitlin CallahanDoris Umschaden a Dan Root                                                                                  | 6. ledna 2023     |
| 115          | 3738      | Baby Rattle Round UpNo Place Like Home                                | Tim MaltbySteve Moore               | Brian HallMaralisa Ortiz a Cassie Soliday | Brandon Kruse a Nicolette RayRoger Dondis a Dan Root                                                                                      | 13. ledna 2023    |
| 116          | 3940      | Baby Crib CaperHere's Looking at You, Kid                             | Shellie Kvilvang-O'BrienJoe Morgan  | Denise DownerJoe Morgan                   | Kaitlin Callahan a Ed BakerChristina Mijares-Doung a Nicolette Ray                                                                        | 20. ledna 2023    |

## Kraťasy
| Řada | Díly | Premiéra v USA | Premiéra v USA |
| Řada | Díly | První díl      | Poslední díl   |
| ---- | ---- | -------------- | -------------- |
| 1    | 8    | 20. srpna 2018 | 25. srpna 2018 |
| 2    | 8    | 26. srpna 2019 | 19. září 2019  |

### Playtime with Puppy Dog Pals(2018)
| Č. | Původní název          | Premiéra v USA |
| -- | ---------------------- | -------------- |
| 1  | Doghouse Dance-off     | 20. srpna 2018 |
| 2  | Don't Blink!           | 20. srpna 2018 |
| 3  | Puppy Pool Party       | 21. srpna 2018 |
| 4  | Stomp, Thump, and Pup! | 21. srpna 2018 |
| 5  | Epic High Paw          | 22. srpna 2018 |
| 6  | Pug Tag                | 23. srpna 2018 |
| 7  | Boxing Day             | 24. srpna 2018 |
| 8  | Follow the Leader      | 25. srpna 2018 |

### Puppy Dog Pals Playcare(2019)
| Č. | Původní název     | Premiéra v USA |
| -- | ----------------- | -------------- |
| 1  | Making Friends!   | 26. srpna 2019 |
| 2  | Storytime Wiggles | 27. srpna 2019 |
| 3  | Show and Tell     | 28. srpna 2019 |
| 4  | Up and at 'Em     | 29. srpna 2019 |
| 5  | Project Funway    | 16. září 2019  |
| 6  | Young Pups        | 17. září 2019  |
| 7  | Picture Pups      | 18. září 2019  |
| 8  | Forget Pups Not   | 19. září 2019  |